# Scopesis tarsatae
Scopesis tarsatae är en stekelart som beskrevs av Horstmann 2006. Scopesis tarsatae ingår i släktet Scopesis och familjen brokparasitsteklar. Inga underarter finns listade i Catalogue of Life.